# Аліса Тальйоні
Аліса Тальйоні (фр. Alice Taglioni, * 26 липня 1976, Ермон, Валь-д'Уаз, Іль-де-Франс) — французька акторка, співачка, композиторка. Працює в жанрах: комедія, трилер, кримінал, бойовик, пригоди, драма, жахи, містика, мелодрама, детектив.

## Життєпис
Навчалася у «Вищій консерваторії Парижа» (Conservatoire Supérieur de Paris) по класу фортепіано. У 1996 році виборола титул «Міс Корсика» і, попри перспективу здобути й «Міс Франція», пішла вчитися на театральні курси, почала грати епізодичні ролі в кіно.

### Акторська кар'єра
Фільм «Брехня, зрада та тому подібне…» (фр. Mensonges et trahisons et plus si affinités…) став успішним початком акторської кар'єри. У фільмі «Кактус» зіграла разом з П'єром Рішаром. Потім співпрацювала з метром французьких комедій Франсісом Вебером, зігравши у фільмі «Дублер», де її партнерами були Гад Ельмалех та Даніель Отей.

### Особисте життя
Зустрічалася з актором Жосліном Ківреном. У 2009 році народила від нього сина Чарлі. Кілька місяців потому партнер загинув у автокатастрофі.

## Фільмографія
| Рік       | Назва українською              | Назва французькою                            | Країна                             | Роль                     |
| --------- | ------------------------------ | -------------------------------------------- | ---------------------------------- | ------------------------ |
| 2021      | Фантазії для дорослих          | Les fantasmes                                | Франція                            | Софі                     |
| 2010      | Здобич                         | Proie, La                                    | Франція                            | Клер Лін, головна роль   |
| 2008      | Затяті шахраї                  | Ca$h                                         | Франція                            |                          |
| 2008      | Наш безжальний світ            | Notre univers impitoyable                    | Франція                            |                          |
| 2008      | Без зла, без крові, без ствола | Sans arme, ni haine, ni violence             | Франція                            |                          |
| 2007      | Острів скарбів                 | Baronne et le pirate, La                     | Франція, Велика Британія, Угорщина | Євангеліна, головна роль |
| 2007      | Він того не вартий             | Détrompez-vous                               | Франція                            | Кароль                   |
| 2007      | Актор                          | Acteur                                       | Франція (короткометражний)         |                          |
| 2006      | Рожева пантера                 | Pink Panther, The                            | США                                | репортерка               |
| 2006      | Дублер                         | Doublure, La                                 | Бельгія, Італія, Франція           | Єлена, модель            |
| 2005      | Лицарі неба                    | Chevaliers du ciel, Les                      | Франція                            |                          |
| 2005      | Кактус                         | Cactus, Le                                   | Франція                            |                          |
| 2004      | Брехня, зрада та тому подібне… | Mensonges et trahisons et plus si affinités… | Франція                            | Клер                     |
| 2004      | Велика школа                   | Grande école                                 | Франція                            |                          |
| 2003—2004 | Френк Ріва                     | Frank Riva                                   | Франція                            |                          |
| 2003      | Серця чоловіків                | Coeur des hommes, Le                         | Франція                            |                          |
| 2003      | Черговий аптекар               | Pharmacien de garde, Le                      | Франція                            |                          |
| 2002—2003 | Корпорація «Пригода»           | The Ultimate Adventure Company               | Канада                             |                          |
| 2002      | Історія кохання                | Décalage horaire                             | Франція, Велика Британія           |                          |
| 2002      | Денді                          | La Bande du Drugstore                        | Франція                            |                          |
| 2002      | Братство друїдів               | Brocéliande                                  | Франція                            |                          |
| 1992—1994 | Елен та хлопці                 | Hélène et les garçons                        | Франція                            |                          |

#### Композиторка
| Рік  | Назва українською | Назва французькою | Країна                    |
| ---- | ----------------- | ----------------- | ------------------------- |
| 2007 | Актор             | Acteur            | Франція, короткометражний |